# Тјарно ди Сото
Тјарно ди Сото (итал. Tiarno di Sotto) је насеље у Италији у округу Тренто, региону Трентино-Јужни Тирол.
Према процени из 2011. у насељу је живело 697 становника. Насеље се налази на надморској висини од 733 м.

## Становништво
| 1931. | 1936. | 1951. | 1961. | 1971. | 1981. | 1991. | 2001. |
| ----- | ----- | ----- | ----- | ----- | ----- | ----- | ----- |
| 704   | 734   | 770   | 725   | 702   | 614   | 594   | 690   |